# 151. pehotna brigada (Združeno kraljestvo)
151. pehotna brigada (izvirno angleško 151st Infantry Brigade) je bila pehotna brigada Britanske kopenske vojske v času druge svetovne vojne.

## Zgodovina
Brigada je bila aktivirana leta 1939 kot del 50. pehotne divizije. Sodelovala je v bojih za Francijo (1940), Severno Afriko, Sicilijo in med operacijo Overlord.

## Sestava
- 6. bataljon, Durham Light Infantry
- 8. bataljon, The Durham Light Infantry
- 9. bataljon, The Durham Light Infantry
- 1./7. bataljon, The Queen's Royal Regiment